# Annales-skolen
Annales-skolen er en gruppe franske historikere i det 20. århundrede, der studerer socialhistoriske udviklinger. Skolen er opkaldt det videnskabelige tidsskrift Annales d'histoire économique et sociale, som er skolens vigtigste publikation (sammen med mange bøger og monografier). Skolen har sat dagsordenen for historieskrivning i Frankrig og mange andre lande. Det gælder især socialvidenskabelige metoder i sociale snarere end politiske eller diplomatiske temaer.
Annales-skolen fokuserer ofte på kvantitative aspekter i historieskrivning. Skolen er grundlagt af Lucien Febvre (1878–1956) og Marc Bloch (1886–1944).
Både Marc Bloch og Lucien Febvre underviste først på universitetet i Strasbourg så i Paris. De var middelalderhistorikere, der arbejdede med tidlig moderne historie, og blev tidligt forbundet med den særprægede Annales-tilgang, som kombinerede geografi, historie og sociologi snarere end historiefagets traditionelle fokus på politik, diplomati og krig. 
De undersøgte langvarige historiske strukturer (la longue durée) frem for begivenheder og politiske forandringer. Annales-skolen prøvede således at dreje faget væk fra et politisk og diplomatisk fokus for i stedet at betone socialhistorie og økonomisk historie.